# Heinz Schussig
Heinz Schussig (9 ottobre 1926 – Canberra, 4 gennaio 1994) è stato un calciatore tedesco, di ruolo difensore.

## Carriera

### Club
Giocò nel SV Saar 05 Saarbrücken 76 partite tra il 1952-1955.

### Nazionale
Con la nazionale della Saar collezionò tre presenze senza segnare nessuna rete.